# Camp Rising Sun (New York)
Camp Rising Sun est un programme d'été international de leadership, doté de bourses complètes, destiné aux étudiants âgés de 14 à 16 ans et organisé par la Fondation Louis August Jonas (LAJF), une organisation à but non lucratif. Son programme de sept semaines était géré à partir d'un établissement pour garçons à Red Hook, New York, et d'un établissement séparé pour filles à Clinton, New York, à environ 140 kilomètres au nord de New York, dans la vallée de la rivière Hudson . Les participants viennent du monde entier et sont choisis selon leur mérite. Au lieu de devoir payer les frais de scolarité, les campeurs sont priés de transmettre à quelqu'un d'autre les avantages qu'ils en ont tirés.
Il existe des organisations d'anciens élèves dans de nombreux pays comptant plus de 5 000 anciens élèves dans le monde. Parmi les anciens élèves du Camp Rising Sun figurent un sous- secrétaire général des Nations Unies ; Neil Rudenstine, un président de l'Université Harvard ; un gagnant de l'Intel Science Talent Search ; un ministre des Affaires étrangères de Corée du Sud ; deux anciens ambassadeurs israéliens à Washington dont Itamar Rabinovich ; un sous-secrétaire d'État dans l'administration Carter ; les réalisateurs de film Sidney Lumet et Darren Aronofsky ; le chanteur folk Pete Seeger.

## Histoire
Installé sur 71 hectares dans le nord de l'État de New York, Camp Rising Sun (CRS) est l'un des programmes d'été continus les plus anciens aux États-Unis. Il est fondé juste après le krach boursier de 1929 par le philanthrope George E. Jonas (en) avec pour mission de « développer chez des jeunes prometteurs issus de divers horizons un engagement à vie en faveur d'un leadership intelligent et responsable pour l'amélioration de leurs communautés. et du monde. ».
Fils d'un homme d'affaires prospère, George E. Jonas grandit dans le privilège et la richesse. Face à l'instabilité et à la guerre, il estime que l'espoir repose sur la jeunesse du monde et il a l'idée de créer un camp pour garçons qui les projette dans leur futur. Il crée la fondation qui gère le camp. Pendant des décennies, George Jonas a personnellement interviewé de nombreux campeurs potentiels.
Après la Seconde Guerre mondiale, le programme est élargi pour inclure des jeunes de toutes les régions du monde. En 1947, les deux premiers garçons afro-américains sont invités à y assister. En 1989, un programme pour filles est créé à Clinton, New York. Jonas reste étroitement associé au programme de sept semaines jusqu'au moment de sa mort en 1978.

## Communauté internationale
Les quelque 60 participants et 60 participantes chaque année sont des étudiants de plus de 30 pays invités à participer au camp. La plupart ne viennent que pour un été, mais chaque saison une poignée d'étudiants sont invités à revenir un deuxième été pour aider à perpétuer les traditions du camp d'année en année. Les campeurs venant de l'extérieur des États-Unis ont la possibilité de séjourner dans une famille américaine ou chez des campeurs ou anciens élèves américains.
La sélection des participants est hautement compétitive et repose sur la capacité potentielle de leadership du candidat, sa réussite scolaire et ses capacités critiques, son caractère et ses centres d'intérêt. Les anciens élèves du camp sont généralement responsables de la sélection des nouveaux campeurs dans leur pays, mais dans certains cas, ce sont des responsables gouvernementaux tels que le ministre de l'Éducation ou un ambassadeur qui effectuent la sélection.
Le programme n'est ni religieux ni politique, mais avec des campeurs venant de partout aux États-Unis, d'Europe, d'Asie, d'Afrique et d'ailleurs, la politique et la religion figurent parmi les nombreux sujets abordés. Après deux mois d'échanges avec des campeurs de nationalités différentes, les questions internationales deviennent des préoccupations qui concernent chacun.
La réputation du Camp Rising Sun repose sur la conviction qu'il y a beaucoup à apprendre grâce à l'expérience et à l'interaction avec des personnes d'autres cultures et nations. Les campeurs participent à tous les aspects du camp, y compris la préparation des repas et l'entretien, et travaillent ensemble sur des projets intellectuels ou culturels de leur choix. Ils conçoivent et réalisent également des projets d'aménagement paysager pour améliorer le camp.

## Finances
En raison de la crise financière mondiale qui a débuté en 2007, aucun camp n'a été organisé en 2009 aux États-Unis et le programme européen a été annulé pour 2010. Depuis lors, les deux campus du nord de l'État de New York ont repris leurs programmes d'été et l'organisation a entrepris un nouveau plan stratégique pour garantir l'héritage du Camp Rising Sun.
La vente du site de Red Hook a été envisagée. Une collecte de fonds est lancée auprès des anciens élèves en 2015. Mais les réparations nécessaires sur ce site excède de loin les 550 000 $ récoltés.
Depuis 2015, Camp Rising Sun gère son programme d'été depuis le campus de Clinton, en alternant des sessions garçons et filles. En raison de la pandémie de COVID 19, le camp est devenu virtuel pour 2020 et 2021.